# Kenji Kitawaki
Kenji Kitawaki (北脇 健慈 Kitawaki Kenji?, nacido el 15 de septiembre de 1991 en Tokio) es un futbolista japonés que se desempeña como delantero.

## Trayectoria

### Clubes
| Club                | País  | Año         |
| ------------------- | ----- | ----------- |
| Tokyo Verdy         | Japón | 2014 - 2016 |
| Suzuka Unlimited FC | Japón | 2015        |
| YSCC Yokohama       | Japón | 2017 -      |

## Estadística de carrera

### J. League
| Club          | Año   | J. League | J. League | Copa J. League | Copa J. League | Total | Total |
| Club          | Año   | Part.     | Goles     | Part.          | Goles          | Part. | Goles |
| ------------- | ----- | --------- | --------- | -------------- | -------------- | ----- | ----- |
| Tokyo Verdy   | 2014  | 3         | 1         | -              | -              | 3     | 1     |
| Tokyo Verdy   | 2015  | 1         | 0         | -              | -              | 1     | 0     |
| Tokyo Verdy   | 2016  | 15        | 1         | -              | -              | 15    | 1     |
| YSCC Yokohama | 2017  | 17        | 2         | -              | -              | 17    | 2     |
| Total         | Total | 36        | 4         | 0              | 0              | 36    | 4     |